# Alberto Reig Tapia
Alberto Reig Tapia (Madrid, 1949) és un politòleg i historiador espanyol. Com a catedràtic de Ciència Política de la Universitat Rovira i Virgili de Tarragona, és considerat un especialista en la cultura política contemporània d'Espanya.
Nascut a Madrid el 1949, va llicenciar-se en Sociologia i en Ciències de la Informació i doctorar-se cum laude en Ciències Polítiques, Econòmiques i Comercials a la Universitat Complutense de Madrid, institució on va esdevenir professor del Departament de Ciència Política i de l'Administració. Va aciençar política espanyola contemporània a la Universitat de Nova York, i cultura i civilització hispàniques a Harvard. Membre del Centre d'Estudis sobre les Èpoques Franquista i Democràtica (CEFID) de la Universitat Autònoma de Barcelona, ha col·laborat com a coordinador o autor en publicacions especialitzades, ha estat redactor assessor dels documentals Espanya en guerra, 1936-1939.
Autor prolífic en la seva investigació sobre la Segona República Espanyola, Guerra Civil, revisionisme, franquisme o transició entre d'altres temes afins, es poden destacar les seves obres Ideología e Historia. Sobre la represión franquista y la Guerra Civil (1984 i 1986); Violencia y Terror. Estudios sobre la Guerra Civil española (1990); Franco «Caudillo»: Mito y realidad (1995 i 1996); Memoria de la Guerra Civil. Los mitos de la tribu (1999); Franco, el César Superlativo (2005) o Anti-Moa. La subversión neofranquista de la Historia de España (2008)., Revisionismo y política. Pío Moa revisitado (Foca. Madrid, 2008), La crítica de la crítica. Inconsecuentes, insustanciales, impotentes, prepotentes y equidistantes. (Siglo XXI. Madrid, 2017), El desafío secesionista catalán. El pasado de una ilusión. Del compromiso de Caspe (1412) al coronavirus de 2019 (Tecnos. Madrid, 2021) Com a editor i autor, ha dedicat a l'historiador Manuel Tuñón de Lara el escrits Manuel Tuñón de Lara. El compromiso por la Historia. Su vida y su obra (1993) i
Tuñón de Lara y la Historiografía Española (1999).
Reig Tapia, del qual s'ha assenyalat un «propòsit general polemista i combatiu», va criticar entre els anys 1979 i 1986 la metodologia i els escrits de l'autor Jesús María Salas Larrazábal sobre les víctimes de la guerra civil. Ha estat crític també amb l'oblit al què hauria estat sotmès el passat immediat d'Espanya durant la democràcia, que hauria gaudit de l'anuència de l'esquerra a la fi d'afavorir un consens durant la Transició. Ha estat, a més a més, un dels crítics més actius de l'autor Pío Moa.